# Challenger Cherbourg-La Manche
Il Challenger Cherbourg-La Manche, noto in precedenza come Challenger DCNS de Cherbourg per ragioni di sponsorizzazione,  è un torneo professionistico di tennis. Si svolge sui campi in cemento indoor del Complexe Sportif Chantereyne di Cherbourg in Francia. Fa parte del Challenger Tour e si gioca annualmente dal 1987.

## Albo d'oro

### Singolare
| Anno | Campione              | Finalista              | Punteggio        |
| ---- | --------------------- | ---------------------- | ---------------- |
| 2025 | Pierre-Hugues Herbert | Jelle Sels             | 6–3, 6–4         |
| 2024 | Zsombor Piros         | Matteo Martineau       | 6–3, 6–4         |
| 2023 | Giulio Zeppieri       | Titouan Droguet        | 7–5, 7–6(4)      |
| 2022 | Benjamin Bonzi        | Constant Lestienne     | 6–4, 2–6, 6–4    |
| 2021 | Ruben Bemelmans       | Lukáš Rosol            | 6–4, 6–4         |
| 2020 | Roman Safiullin       | Roberto Marcora        | 6–4, 6–2         |
| 2019 | Ugo Humbert           | Steve Darcis           | 6(6)–7, 6–3, 6–3 |
| 2018 | Maximilian Marterer   | Constant Lestienne     | 6–4, 7–5         |
| 2017 | Mathias Bourgue       | Maximilian Marterer    | 6–3, 7–6(3)      |
| 2016 | Jordan Thompson       | Adam Pavlásek          | 4–6, 6–4, 6–1    |
| 2015 | Norbert Gombos        | Benoît Paire           | 6–1, 7–6(4)      |
| 2014 | Kenny de Schepper     | Norbert Gombos         | 3–6, 6–2, 6–3    |
| 2013 | Jesse Huta Galung     | Vincent Millot         | 6–1, 6–3         |
| 2012 | Josselin Ouanna       | Maxime Teixeira        | 6–3, 6–2         |
| 2011 | Grigor Dimitrov       | Nicolas Mahut          | 6–2, 7–6(4)      |
| 2010 | Nicolas Mahut (2)     | Gilles Müller          | 6–4, 6–3         |
| 2009 | Arnaud Clément        | Thierry Ascione        | 6–2, 6–4         |
| 2008 | Thierry Ascione       | Kristian Pless         | 7–5, 7–6(5)      |
| 2007 | Federico Luzzi        | Jérôme Haehnel         | 7–5, 7–6(6)      |
| 2006 | Nicolas Mahut (1)     | Jean-Christophe Faurel | 6–2, 6–4         |
| 2005 | Rik De Voest          | Nicolas Mahut          | 7–5, 6–2         |
| 2004 | Julien Jeanpierre     | Roko Karanušić         | 6–1, 6–2         |
| 2003 | Sergio Roitman        | Rafael Nadal           | 6–3, 5–7, 6–4    |
| 2002 | Lionel Roux           | Jean-René Lisnard      | 6–4, 5–7, 6–3    |
| 2001 | Orlin Stanojčev       | Clemens Trimmel        | 6–4, 3–6, 7–5    |
| 2000 | Julien Boutter        | Michail Južnyj         | 6–1, 6–0         |
| 1999 | Sébastien Grosjean    | Antony Dupuis          | 4–6, 6–3, 6–0    |
| 1998 | Jérôme Golmard        | Gianluca Pozzi         | 3–6, 6–4, 6–3    |
| 1997 | Frederik Fetterlein   | Lionel Roux            | 6–3, 6–4         |
| 1996 | Magnus Gustafsson     | Kenneth Carlsen        | 6–7, 7–6, 6–4    |
| 1995 | Gianluca Pozzi        | Kenneth Carlsen        | 1–6, 7–6, 6–4    |
| 1994 | Thierry Guardiola     | Lionel Roux            | 6–4, 6–4         |
| 1993 | Non disputato         | Non disputato          | Non disputato    |
| 1992 | Jan Apell             | Christian Saceanu      | 6–3, 6–7, 7–6    |
| 1991 | Jeremy Bates          | Byron Black            | 7–5, 1–6, 7–6    |
| 1990 | Non disputato         | Non disputato          | Non disputato    |
| 1989 | Veli Paloheimo        | Martin Laurendeau      | 3–6, 6–3, 6–2    |
| 1988 | Scott Davis           | Jan Apell              | 6–3, 6–4         |
| 1987 | Stefan Eriksson       | Jim Pugh               | 6–3, 6–0         |

### Doppio
| Anno | Campioni                                      | Finalisti                               | Punteggio                |
| ---- | --------------------------------------------- | --------------------------------------- | ------------------------ |
| 2025 | Oleg Prihodko Vitaliy Sachko                  | Lukáš Pokorný Giorgio Ricca             | 6–2, 6–2                 |
| 2024 | George Goldhoff James Trotter                 | Ryan Nijboer Niklas Schell              | 6–2, 6–3                 |
| 2023 | Ivan Liutarevich Vladyslav Manafov            | Karol Drzewiecki Kacper Żuk             | 7–6(10), 7–6(7)          |
| 2022 | Jonathan Eysseric Quentin Halys               | Hendrik Jebens Niklas Schell            | 7–6(6), 6–2              |
| 2021 | Lukáš Klein Alex Molčan                       | Antoine Hoang Albano Olivetti           | 1–6, 7–5, [10–6]         |
| 2020 | Pavel Kotov Roman Safiullin                   | Dan Added Albano Olivetti               | 7–6(6), 5–7, [12–10]     |
| 2019 | Robert Galloway Nathaniel Lammons             | Javier Barranco Cosano Raul Brancaccio  | 4–6, 7–6(4), [10–8]      |
| 2018 | Romain Arneodo Tristan-Samuel Weissborn       | Antonio Šančić Ken Skupski              | 6–3, 1–6, [10–4]         |
| 2017 | Roman Jebavý Igor Zelenay                     | Dino Marcan Tristan-Samuel Weissborn    | 7–6(4), 6(4)–7, [10–6]   |
| 2016 | Ken Skupski Neal Skupski                      | Yoshihito Nishioka Aldin Šetkić         | 4–6, 6–3, [10–6]         |
| 2015 | Andreas Beck Jan Mertl                        | Rameez Junaid Adil Shamasdin            | 6–2, 3–6, [10–3]         |
| 2014 | Henri Kontinen Konstantin Kravčuk             | Pierre-Hugues Herbert Albano Olivetti   | 6–4, 6(3)–7, [10–7]      |
| 2013 | Sanchai Ratiwatana (2) Sonchat Ratiwatana (2) | Philipp Marx Florin Mergea              | 7–5, 6–4                 |
| 2012 | Laurynas Grigelis Uladzimir Ignatik           | Dustin Brown Jonathan Marray            | 4–6, 7–6(9), [10–0]      |
| 2011 | Pierre-Hugues Herbert Nicolas Renavand        | Nicolas Mahut Édouard Roger-Vasselin    | 3–6, 6–4, [10–5]         |
| 2010 | Nicolas Mahut Édouard Roger-Vasselin (2)      | Harsh Mankad Adil Shamasdin             | 6–2, 6–4                 |
| 2009 | Arnaud Clément Édouard Roger-Vasselin (1)     | Martin Fischer Martin Slanar            | 4–6, 6–2, [10–3]         |
| 2008 | Florin Mergea Horia Tecău                     | Jean-Claude Scherrer Marcio Torres      | 7–5, 7–5                 |
| 2007 | Michal Mertiňák (2) Robin Vik                 | Łukasz Kubot Dick Norman                | 6–2, 6–4                 |
| 2006 | Jean-François Bachelot Stéphane Robert        | Sanchai Ratiwatana Sonchat Ratiwatana   | 7–6(5), 6–3              |
| 2005 | Sanchai Ratiwatana (1) Sonchat Ratiwatana (1) | Jean-Christophe Faurel Nicolas Renavand | 6–3, 6–2                 |
| 2004 | Michal Mertiňák (1) Alexander Waske           | Emilio Benfele Álvarez Jun Kato         | 6–4, 7–6(1)              |
| 2003 | Benjamin Cassaigne Rik De Voest               | Brandon Coupe Scott Humphries           | 6(17)–7, 7–6(5), 7–6(11) |
| 2002 | Noam Behr Jonathan Erlich                     | Julien Benneteau Lionel Roux            | walkover                 |
| 2001 | Julian Knowle Lorenzo Manta                   | Cédric Kauffmann Frédéric Niemeyer      | 3–6, 6–4, 6–3            |
| 2000 | Julien Boutter Michaël Llodra                 | Julien Benneteau Nicolas Mahut          | 2–6, 6–4, 7–5            |
| 1999 | Michael Hill Andrew Painter                   | Massimo Bertolini Cristian Brandi       | 7–5, 7–6                 |
| 1998 | Massimo Ardinghi Massimo Bertolini            | Jean-Philippe Fleurian Stéphane Simian  | 6–3, 2–6, 6–4            |
| 1997 | Maks Mirny Kevin Ullyett                      | Stefano Pescosolido Vincenzo Santopadre | 6–3, 6–7, 6–4            |
| 1996 | Marius Barnard Bill Behrens (2)               | João Cunha e Silva Mathias Huning       | 6–2, 4–6, 6–3            |
| 1995 | Bill Behrens (1) Matt Lucena                  | Marius Barnard Stefan Kruger            | 7–6, 6–1                 |
| 1994 | Neil Broad Johan de Beer                      | Donald Johnson Kent Kinnear             | 7–6, 2–6, 6–3            |
| 1993 | Non disputato                                 | Non disputato                           | Non disputato            |
| 1992 | Kent Kinnear Christian Saceanu                | Joost Winnink Tomáš Anzari              | 6–1, 6–4                 |
| 1991 | Sander Groen Byron Talbot                     | Michael Daniel Brian Devening           | 3–6, 6–3, 7–5            |
| 1990 | Non disputato                                 | Non disputato                           | Non disputato            |
| 1989 | Ronnie Båthman Andrew Castle                  | Olli Rahnasto Johan Vekemans            | 6–2, 6–3                 |
| 1988 | Jan Apell Peter Nyborg                        | Peter Bastiansen Peter Flintsø          | 6–2, 6–2                 |
| 1987 | Paul Chamberlin Leif Shiras                   | Jim Pugh Éric Winogradsky               | 7–5, 7–5                 |